# District ouest de Panzhihua
Le district ouest de Panzhihua (西区 ; pinyin : Xī Qū) est une subdivision administrative de la province du Sichuan en Chine. Il est placé sous la juridiction de la ville-préfecture de Panzhihua.